# تيفاني (مغنية)
تيفاني ريني درويش (بالإنجليزية: Tiffany) و المعروفة فقط ب(تيفاني) هي مغنية بوب أمريكية من أصل سوري.
ولدت تيفاني في نوروالك في 2 أكتوبر،1971م لأب من أصل سوري و أم من أصل لبناني و قد تطلق والداها منذ أن كانت صغيرة في السن و قد بدأت الغناء منذ أن كانت في الرابعة من عمرها حين تعلمت كلمات الأغنية Delta Dawn و بدأت مشوارها الفعلي عام 1986م و أشتهرت فيما بعد بأسلوب التين بوب.
تيفاني ظهرت عارية في عدد أبريل 2002 من مجلة البلاي بوي.

## روابط خارجية
- تيفاني على موقع IMDb (الإنجليزية)
- تيفاني على موقع ميوزك برينز (الإنجليزية)
- تيفاني على موقع إن إن دي بي (الإنجليزية)
- تيفاني على موقع أول ميوزيك (الإنجليزية)
- تيفاني على موقع ديسكوغز (الإنجليزية)
- تيفاني على موقع قاعدة بيانات الفيلم (الإنجليزية)